# Paul Ruto
Paul Ruto (* 3. November 1960) ist ein ehemaliger kenianischer Mittelstreckenläufer, der sich auf den 800-Meter-Lauf spezialisiert hatte.
Relativ spät gab er seinen Einstand in der Leichtathletik. Seine erste notierte 800-Meter-Zeit von 1:51,9 min stammt aus dem Jahr 1985, und mit 30 Jahren betrug seine Bestzeit 1:47,0 min. 1991 verbesserte sich Paul Ruto auf 1:44,92 min, 1992 auf 1:44,33 min, und am 5. September 1993 lief er in Rieti seine persönliche Bestzeit von 1:43,92 min. 
Den größten Teil seiner internationalen Karriere fungierte er als Tempomacher für andere Läufer. Seine einzigen Starts bei großen Meisterschaften absolvierte Paul Ruto 1993. Er wurde Zweiter bei den Afrikameisterschaften in Durban in 1:45,99 min hinter seinem Landsmann Samuel Kibet Langat. Anderthalb Monate später bei den Weltmeisterschaften in Stuttgart qualifizierten sich alle drei Kenianer für den Endlauf, neben Ruto waren dies der Titelverteidiger von 1991 Billy Konchellah und der Olympiasieger von 1992 William Tanui. Paul Ruto zeigte das, was er als Hase auch immer gezeigt hatte, nämlich ein hohes Tempo von der Spitze weg. Er ging unmittelbar nach dem Start in Führung und lag nach 600 Metern mehrere Meter vorn, während der große Favorit Billy Konchellah an letzter Stelle lag. Obwohl Konchellah auf den letzten 200 Metern über eine Sekunde auf Ruto gut machte, erreichte er lediglich den dritten Platz, während sich Ruto in 1:44,71 min vor dem Italiener Giuseppe D’Urso ins Ziel rettete und Weltmeister wurde.
Paul Ruto gehört der Ethnie der Nandi an, ist 1,84 m groß und wog zu Wettkampfzeiten 68 kg.